# Acosmeryx shervillii
Acosmeryx shervillii is een vlinder uit de familie van de pijlstaarten (Sphingidae). De soort komt voor van het Indische subcontinent tot aan Celebes en de Filipijnen en in China.
Als waardplanten worden Dillenia, Vitis, Cayratia, Cissus en Leea gebruikt.